# Вечерен час
Вечерният час (също полицейски час) е забрана за излизане на улиците и на обществени места в определени часове от деня за лица, които не разполагат със съответното разрешение, с цел да се установи и да се поддържа реда, да се намали броят на жертвите по време на извънредно положение или във военно време. Спазването на забраната обикновено се следи от специални подразделения на държавните войски или полицията.
Такава забрана може да бъде издадена от властите, но също и от собственик на имот на обитателите му. Така например, вечерен час може да се наложи на хората, работещи au pair, който указва кога те следва да се приберат в дома на семейството през вечерта.
По време на епидемията от коронавирус в България през 2020 г. е въведен вечерен час в много общини с цел намаляване разпространението на заразата.